# Castilleja glandulifera
Castilleja glandulifera är en snyltrotsväxtart som beskrevs av Francis Whittier Pennell. Castilleja glandulifera ingår i släktet målarborstar, och familjen snyltrotsväxter. Inga underarter finns listade i Catalogue of Life.